# (8622) 1981 EM8
(8622) 1981 EM8 — астероїд головного поясу, відкритий 1 березня 1981 року.
Тіссеранів параметр щодо Юпітера — 3,194.